# Едвард Скшипчак
Едвард Яцек Скшипчак (пол. Edward Jacek Skrzypczak; 13 жовтня 1936, Познань) — польський інженер і політик часів ПНР, у 1981—1982 роках — перший секретар Познанського воєводського комітету урядущої компартії ПОРП. Належав до ліберально-реформістського крила ПОРП, симпатизував Солідарності, підтримував «горизонтальні структури». Брав участь у протиборстві з «партійним бетоном». Відсторонений з партійної посади у період воєнного стану. Працював у Нігерії. У Третій Речі Посполитій — інженер-будівельник, бізнесмен і громадський активіст.

## Робота та погляди
Народився у сім'ї вчителів, дід по материнській лінії був директором гімназії. Юзеф Скшипчак, батько Едварда, у вересні 1939 року воював в армії генерала Кутшеби. У роки німецької окупації Юзеф Скшипчак служив управителем у німецькому маєтку, Ядвіга Скшипчак, мати Едварда, працювала на фермі. Після війни у 1946 році сім'я переїхала до Познані.
Едвард Скшипчак закінчив Познанський технологічний університет. Працював інженером на Заводі Цегельського. Перебував в Спілці польської молоді (польський комсомол 1948—1957), з 1960 року — в урядущій компартії ПОРП. У 1967—1968 роках прослухав курси у Вечірньому університеті марксизму-ленінізму.
Едвард Скшипчак був прихильником ідей демократичного соціалізму. Він з ентузіазмом прийняв події 1980 року — страйковий рух, створення незалежної профспілки «Солідарність». Завод Цегельського став значним осередком нового профруху та внутрішньопартійної реформістської активності. У Познанській парторганізації виникли активні «горизонтальні структури», які виступали за демократизацію, реформи та співпрацю з «Солідарністю». Спираючись на «горизонтальну» підтримку, Скшипчака 1 листопада 1980 року обрано секретарем заводського комітету ПОРП.

## Секретар від „Солідарності“ та церкви

### Обрання всупереч керівництву
Познань здавна була проблемним регіоном для влади ПНР. Традиція Познанського червня — робітничого повстання 1956 року — вважалася небезпечною і на початку 1980-х років. У Познані сформувався великий профцентр «Солідарності» на чолі з істориком-мистецтвознавцем Янушем Палубицьким і журналістом Лехом Димарським.
З 1970 року першим секретарем Познанського воєводського комітету ПОРП був Єжи Засада — типовий кадр «ери Герека». Разом Гереком він був й усунений (згодом з Гереком інтернований). Призначений із Варшави наступник Єжи Кусяк не зумів закріпитися у Познані на керівних позиціях. Едвард Скшипчак швидко висунувся як найпопулярніший партійний активіст Познані. На партконференції 25 червня 1981 року його обрано першим секретарем воєводського комітету ПОРП.
Вибір познанських комуністів викликав невдоволення найвищого партійного керівництва. Скшипчак мав надмірно «ліберальну» та реформістську репутацію. Перший секретар ЦК ПОРП Станіслав Каня недвозначно рекомендував йому відмовитись від партійної посади. Проте Скшипчак відмовив Кані. Це стало відомо і ще більше підвищило його популярність. Познанці дали Скшипчаку доброзичливе прізвисько Перший Ед.

### Незвичайна партійна позиція
Першим заходом Скшипчака, як першого секретаря, була участь у відкритті Познанських хрестів — пам'ятника загиблим у Познанському червні. Скшипчак зазначав, що йому аплодували «майже так довго, як Валенсі». Він сприяв у виданні першої книги про Познанське повстання 1956 року.
Скшипчак цілеспрямовано виступав за контроль профцентру «Солідарності» над воєводською організацією ПОРП — він бачив модель соціалістичної демократії. Стимулював «горизонтальні структури», насамперед Познанський форум політичної думки (PFMP), орієнтував парторганізації на співпрацю з «Солідарністю». Такий курс призводив до парадоксальних ситуацій. Антикомуністична познанська «Солідарність» була налаштована ігнорувати ПОРП. Позиція першого секретаря поєднувала ясну картину протистояння. Доходило до того, що Палубицький, Димарський, голова «Солідарності» Заводу Цегельського Марек Ленартовський закликали Скшипчака «враховувати позицію партії, яку ви представляєте» (за змістом — проводити конфронтаційну лінію). Скшипчак пояснював це тим, що парторганізація під його керівництвом стала не ворогом, але «небезпечним конкурентом „Солідарності“». При цьому він був упевнений у реформаторському потенціалі «реального соціалізму», вважав за можливе його демократизацію та надання економічної ефективності.
Реформаторські устремління Скшипчака мали певні межі. Він усіляко намагався уникати ускладнень із радянським консульством. Скшипчак був категорично проти виставки про Катинський розстріл, яку активісти «Солідарності» влаштували на Познанському вокзалі. Він навіть подав на організаторів заяву до прокуратури. Кримінальна справа тривала всі 1980-і роки і її припинили лише у Третьій Речі Посполитій.

### Протистояння «на два фронти»
Політика Едварда Скшипчака викликала шалене відторгнення консервативно-догматичного «партійного бетону». Одним із провідних лідерів «бетону» був член Політбюро та секретар ЦК ПОРП з оргструктури Тадеуш Грабський, тісно пов'язаний із Познанню своєю номенклатурною кар'єрою. «Лінію Грабського» представляв Познанський воєвода (глава регіональної державної адміністрації) Станіслав Цозась — у молодості офіцер МГБ, учасник політичних репресій. Його найближчим союзником виступав воєводський комендант міліції полковник Генрик Зашкевич.
У червні регіональний «бетон» консолідувався у Познанському форумі комуністів (PFK), на чолі якого став Ян Маєрчак — директор заводу автоматичних систем MERA, раніше партійний функціонер, давній знайомий і службовий партнер Грабського. Через познанські політичні особливості, кістяк PFK становили кадри господарського керівництва. Важливим напрямом діяльності PFK стала підтримка воєводи Цозася та викриття першого секретаря Скшипчака, вимога його відставки. Скшипчак говорив, що йому доводилося протистояти «на два фронти»: з одного боку, радикальні активісти «Солідарності» відмовлялися визнавати партійного секретаря своїм союзником, з іншого — люди режиму чинили опір будь-яким змінам.
Політична боротьба в Познані значною мірою набула характеру апаратного протиборства. Ситуація склалася дещо незвично: воєводський парткомітет виступав за демократичні реформи, державна адміністрація була силою гальмування. PFK направляв до ЦК ПОРП звернення, в яких звинувачував Скшипчака в «опортунізмі, ревізіонізмі та соціал-демократизмі», називав «секретарем від „Солідарності“ та церкви». Зі свого боку Скшипчак зосередився на викритті адміністративної корупції. Багато матеріалів зібрали на полковника Зашкевича щодо придбання елітної нерухомості. Проте Зашкевича як колишнього товариша по службі підтримував «генерал „бетону“» Мирослав Мілевський — член Політбюро та секретар ЦК ПОРП із силових структур. Згодом Скшипчак визнавав, що не мав жодних шансів на перемогу у цьому конфлікті. Воєводу Цозася у вересні 1981 року зняли з посади (замінили «нейтральним» ученим-аграрником Маріаном Крулем), але Зашкевич залишався комендантом до 1983 року.
Відносини з воєводським профцентром «Солідарності» поступово налагоджувалися, проте об'єктивне становище країни посилювало конфронтацію. При цьому Скшипчак, формально залишаючись воєводським першим секретарем, дедалі більше усувався від реального управління. Центр регіональної влади переміщався до комендатури міліції й управління держбезпеки. Центральний апарат ПОРП, Войцех Ярузельський та Казімеж Барциковський не довіряли Скшипчаку, розглядали як випадкову тимчасову фігуру та тримали на дистанції від ухвалення рішень.
До кінця 1981 року у Познані (і не тільки) почали з'являтися листівки із закликами «вішати комуністів». Автори аж ніяк не робили винятку для Скшипчака. Згодом Скшипчак говорив, що якби не генерал Ярузельський, його б «повісили першим» (або сталіністи «бетону», або радикали «Солідарності», або радянські інтервенти).

### При воєнному режимі
Про воєнний стан Едвард Скшипчак дізнався лише за фактом його запровадження — у ніч проти 13 грудня 1981 року. Наступного дня він прибув на Завод Цегельського та переконував робітників підкоритися урядущій військовій раді національного порятунку. Доводи він наводив прості, але зрозумілі: «Це не жарти, вони можуть стріляти». При цьому Скшипчак домігся звільнення інтернованого активіста «Солідарності» Яна Шафранського (у нього була хвора дружина) та домовився з дирекцією заводу про матеріальну допомогу сім'ям інтернованих.
Едвард Скшипчак залишався на секретарській посаді ще майже пів року. Він намагався пом'якшувати репресивну політику у регіоні. Підтримував регулярний контакт з архієпископом Познанським Єжи Стробою. Перший секретар дав костелу гарантії від переслідувань, але вимагав, щоби познанські священники не виступали як «малі Попелушки». У січні Скшипчак потрапив до лікарні внаслідок автомобільної аварії. У місті виникли чутки про замах на «Першого Еду». Проте сам Скшипчак категорично відхилив цю версію: ДТП справді було випадковим.
У нових умовах тривало протистояння першого секретаря з міліційним комендантом. Скшипчак відкликав партійну рекомендацію Зашкевича на комендантську посаду. Матеріали були по всій формі передані до ЦК та представлені Ярузельському. Той переадресував їх міністру внутрішніх справ генералу Кіщаку, члену Політбюро, та секретареві ЦК Барциковському. Барциковський викликав Скшипчака та прямо заявив, що його чекає звільнення. Питання про заміну познанського першого секретаря поставив на Політбюро генерал Мілевський.
28 травня 1982 року на пленум Познанського воєводського комітету ПОРП прибув завідувач кадрового відділу ЦК генерал Дзекан. Він однозначно поінформував про рішення усунути Едварда Скшипчака. Новим першим секретарем воєводського комітету затвердили генерала Едвард Лукасіка. Це викликало обурення прихильників Скшипчака у парторганізації. На Заводі Цегельського оголосили страйкову готовність (в умовах воєнного стану це було надзвичайно рішучим і ризикованим кроком — робітники були прирівняні до військовослужбовців, страйки каралися за військовим статутом як непокора наказу). Заводська делегація відвідала Ярузельського як першого секретаря ЦК. Він визнав усунення Скшипчака «помилкою», але залишив його чинним — змінити рішення означало б «підірвати авторитет Політбюро».

## Після відставки

### Інженер в Африці
Едвард Скшипчак повернувся до своєї інженерної спеціальності. Він збирався знову вступити на Завод Цегельського, але це заборонив Барциковський, відверто покликавшись на «неможливість з політичних причин». Було запропоновано кілька варіантів: посада у міністерстві машинобудування, торговельні представництва у СРСР або Іраку, спільне польсько-нігерійське підприємство у Нігерії. Скшипчак вибрав африканський варіант як «екзотично привабливий».
П'ять років Скшипчак працював у Нігерії на будівельних об'єктах і залізниці, потім п'ятнадцять років у приватних компаніях з виробництва пінополіуретану. За ці роки у Польщі відбулися кардинальні зміни — падіння режиму ПОРП, перетворення ПНР на Третю Річ Посполиту. За визнанням Скшипчака, спостерігаючи за Польщею з Африки, він розчарувався в соціалізмі як системі. Роки своєї африканської роботи він називав найкращими у своїй біографії.

### Захисник генерала
У 2003 році, після двадцятирічної відсутності, Едвард Скшипчак повернувся на батьківщину. Нові польські реалії стали для Скшипчака великим потрясінням: висококваліфікованому інженеру з бездоганним знанням англійської пів року довелося шукати роботу. Насилу він влаштувався виконробом на будівництво у Старогарді-Ґданському. Потім знову влаштувався у Познані та відкрив невеликий бізнес із виробництва штампів, ламінату та візитівок. За його оцінками, деякі сторони польського капіталізму виявилися жорсткішими за нігерійський.
На виборах 2005 року Едвард Скшипчак припускав балотуватися у сенат від Союзу лівих демократів, але у підсумку його не включили до списку. Прихід до влади партії Право і справедливість, жорстко консервативна й антикомуністична риторика братів Качинських підштовхнули його до активізації. Скшипчак зійшовся в організаціями військових ветеранів, а 2007 року заснував Громадський рух захисту генерала Ярузельського «Проти безправ'я». Організація приймала заяви на підтримку Ярузельського, виправдовувала воєнний стан як «єдиний спосіб запобігти громадянській війні та радянській інтервенції», постачала Ярузельського відомостями про підготовку радянського вторгнення для використання на судовому процесі (серед цієї інформації зустрічалися й повідомлення неочевидної достовірності з випадкових джерел — наприклад, про переодягання польськомовних радянських військовивів у польську форму або про перекидання до Литовської РСР підкріплень з Казахської РСР для вторгнення до ПНР). Цю діяльність Скшипчака схвально коментувало видання «Nie», колишнього прессекретаря уряду ПНР Єжи Урбана. Після смерті Ярузельського у 2014 році рух на його захист зійшов нанівець.

## Приватне життя
Едвард Скшипчак проживає в Познані з дружиною Олександрою (дві його сестри — вчительки). Попри похилий вік, займається поліграфічним бізнесом. Іноді спілкується з пресою, позитивно оцінює і ранню «Солідарність», і воєнний стан, висловлюється за створення у Польщі сильної демократичної «лівиці». Висловлюється в тому плані, що політичні випробування є моральною перевіркою для людини та нації.